# Muldenwiesen
Das Naturschutzgebiet Muldenwiesen liegt im Vogtlandkreis in Sachsen. Es erstreckt sich nordöstlich von Hammerbrücke und westlich von Tannenbergsthal, beide Ortsteile der Gemeinde Muldenhammer, entlang der Zwickauer Mulde. Am westlichen Rand des Gebietes verläuft die S 302 und östlich die Friedrichsgrüner Straße. Nordwestlich direkt anschließend erstreckt sich das 92 ha große Naturschutzgebiet Am alten Floßgraben.

## Bedeutung
Das 94,39 ha große Gebiet mit der NSG-Nr. C 83 wurde im Jahr 1997 unter Naturschutz gestellt.